# Carl Adolph Grevesmühl
Carl Adolph Grevesmühl, född december 1744, död 27 oktober 1827 i Klara församling, Stockholms stad, var en svensk möbelhandlare och grosshandlare i Stockholm. Han innehade Zinkensdamms malmgård mellan åren 1790 och 1811. År 1819 köpte han säteriet Herresta nära Gripsholm.
Grevesmühl var riksdagsledamot för borgarståndet i Stockholm vid riksdagen 1809–1810.

## Biografi

### Möbelhandlare med tyskt ursprung
Grevesmühl tillhörde en tysk släkt Grevesmühl, som flyttat till Sverige från Mecklenburg i början av 1700-talet. Fadern hade en möbelbutik, där Carl Adolph Grevesmühl, som var äldst av de åtta syskonen, började arbeta vid 14 års ålder. Butiken övertogs så småningom av sonen. Möbelaffären blev den mest populära i branschen vid den här tiden, sedan Gustav III beslutat sig för att göra stora beställningar för att inreda slottet. Grevesmühl blev på det här sättet mycket välbärgad. Han bodde i hörnhuset i kvarteret Ceres, Stortorget / Skomakargatan i Gamla Stan. Förutom att handla med möbler hade han två andra stora intressen – skolor och byggnation. Han grundade ett skolföretag, den Grevesmühlska skolan.

### Byggverksamhet på Zinkensdamm

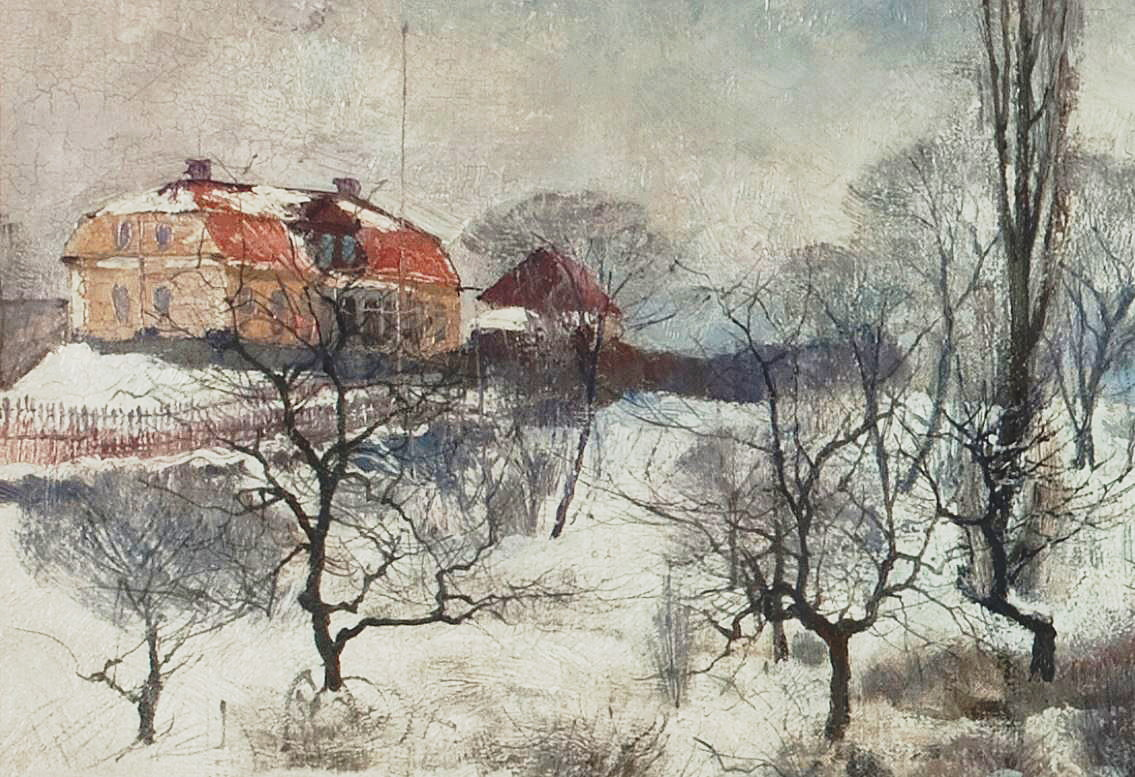
Zinkensdamms gård, vinterbild av [Anton Genberg] 1888 (beskuren).

Grevesmühl köpte Zinkensdamm år 1790 av handelsmannen Philip Marius. Zinkensdamm var familjens sommarnöje och där kunde Grevesmühl, som nu hade lämnat sin affärsrörelse, ägna sig åt sitt byggnationsintresse. Först utvidgade han egendomen till 90 tunnland och därefter började han reparera byggnader och stenmurar. Han anlade en vattenkvarn av gråsten, en trädgård på sju tunnland, en större tobaks- och potatisplantering, tog upp åker och lät uppföra en ladugård av sten för 18 kor. Ängsmarken förbättrades så att den varje år kunde ge 150 lass hö.

### Inköp av sommarnöjet Herresta
År 1810 köpte Grevesmühl säteriet Herresta nära Gripsholm, som sedan blev familjens nya sommarnöje. Zinkensdamm såldes därför den 18 mars 1811 för 27.000 riksdaler banco till apotekaren Carl Göransson på apoteket Svanen (som låg på Svartmangatan i Gamla Stan). 
Godset Herresta innehades 1909 av Carl Adolph Grewesmühls sonsons söner, kaptenen Vilhelm Grewesmühl och godsägaren Axel Grewesmühl. Släkten Grewesmühl sålde Herresta 1923 till släkten Paus, förste ägaren var kammarherren och konstsamlaren greve Christopher de Paus.

## Kuriosa
"Kanonkulan" är en mindre sevärdhet i Gamla stan där en kanonkula har ”fastnat” i fasaden på ett hus i hörnet Stortorget / Skomakargatan. Det finns en anteckning från 1795 om att det var möbelhandlaren Grevesmühl som lät bygga huset och placerade kulan där, eftersom den tidigare hade suttit i samma hörn på huset som stod där innan.